# Moderne oblike suženjstva
Suženjstvo obstaja že zelo dolgo in v mnogih kulturah. Zdaj je v vseh priznanih državah prepovedano, zadnja država, ki je kriminalizirala suženjstvo, je bila Mavretanija leta 2007. A mnoge stare tradicije vzrokov suženjstva ostajajo še vedno relevantne: otroški vojaki, suženjstvo zaradi dolgov, gospodinjski sužnji/služkinje, tlačani, posvojitve s prisilnim delom, prisilna oz. odplačna poroka itd. so tradicionalnemu suženjstvu podobne oblike družbenih razmerij, ki so razširjene po vsem svetu še danes. Tako po raznih ocenah na svetu še vedno živi 20–36 milijonov ljudi v novodobnih oblikah suženjstva.
Kljub formalnim prepovedim je suženjstvo ponekod še stvarnost in ne samo kot nezakonita dejavnost, temveč tudi kot navada, ki je oblasti ne ovirajo. Razne kulturne navade in verska prepričanja še vedno opravičujejo nekatere omejitve osebnih svoboščin, ki se drugod štejejo za suženjstvo, na primer odstop otrok za plačilo dolgov in vsiljene zakonske zveze.

## Razlike s preteklostjo
V antiki je bil suženj služabnik, v srednjem veku blago za preprodajo, v modernem svetu je pa postal samo predmet. Seveda lastnik še vedno izkorišča sužnja samo za svoj dobiček, vendar pod drugačnimi pogoji. Antični lastnik in plantažnik sta uporabljala sužnja za svoje potrebe, moderni usužnjevalec pa prodaja delo sužnja tretjim osebkom, kakor nekoč lastniki suženjskih ladij, ki so prevažale Afričane čez Atlantik. Pri tem izstopa velika razlika med suženjstvom raznih obdobij, saj se je spremenil končni koristnik materialnega dohodka. V antiki je suženjstvo bilo najbolj koristno državi, ki je slonela pretežno na sorazmerno cenenem delu sužnjev. V času atlatske prisilne selitve so se obogateli plantažniki in industrijalci. Moderno suženjstvo prinaša dobiček samo privatnim izkoriščevalcem.

## Moderno suženjstvo

### Suženj za odplačilo dolga
Zaveza suženjstvu za odplačilo dolgov se izvede, ko oseba preda svoje osebo drugemu v razpolago za potrebo odplačila dolga. Ureditev je poznana že v antiki, določi pa se lahko tako dolžina suženjskega razmerja kot tudi oseba, ki ni dolžnik, ki oplačuje dolg namesto dolžnika. (Podobno je veljalo za indijanske skupnosti v Srednji Ameriki, pri čemer so bili otroci sužnjev osebno svobodni.) V rodbinskih skupnostih to lahko počnejo otroci, delno tudi kot talci. Tudi sedaj je to ena najbolj razširjenih oblik sužnjelastniških razmerij na svetu, največ pa se takšne prakse uporabljajo v Južni Aziji.

### Prisilno delo
Prisilno delo je delo posameznika pod grožnjo kazni ali sile z jasno omejitvijo svobode sužnja. Tihotapljenje žensk in otrok za potrebe prostitucije je najhitreje rastoča oblika prisilnega dela, največ tovrstnega spolnega zlorabljanja otrok je zaznano na Tajskem, v Kambodži, Indiji, Braziliji in Mehiki..
Prisilno delo je izraz, ki se uporablja tudi za potrebe opisovanja vojaškega nabora, kazenskega dela in tlačanstva.

### Vsiljena zakonska zveza
Tudi vsiljeno zakonsko zvezo lahko obravnavamo kot obliko suženjstva. Ob doti in plačilu za ženo se lahko šteje, da lahko mož po sklenitvi zakonske zveze izpostavlja ženo nasilju, grožnjam, ustrahovanju, ona pa mu je dolžna biti dostopna za spolnost in izvajati gospodinjska opravila. Takšno plačilo pomeni tudi odpoved skrbi, lahko pomeni kupovanje poroke. Poleg tega ni neobičajna ugrabitev v poroko, tako se sklepa preko polovica porok v Etiopiji.
Mednarodna organizacija dela definira poročanje otrok in vsiljeno zakonsko zvezo kot obliko modernega suženjstva.

### Trgovina z ljudmi
Tihotapljenje ljudi je ena pomembnih metod pridobivanja suženjske sile. Žrtve so tipično prevarane z lažno obljubo o službi, lažnemu preseljevanju, lažni poroki, lahko jo pa prodajo družinski člani, prepričajo nekdanji sužnji, možne so tudi preprosto ugrabitve. Osebe so prignane v situacijo, kjer je lahko način odplačila tudi plačevanje dolga s suženjskim delom. Osebe so v takšnem položaju zaradi opajanja z drogami, prisile, prevare, izolacije in ustrahovanja, kar omogoča trajno podrejanje osebe.
Večina strokovnjakov se strinja, da je trgovina z ljudmi tesno povezana z drugimi oblikami organiziranega kriminala, ilegalne poti pa izrabljene velikokrat tudi za druge prepovedane dejavnosti. Velika prednost pri zgornji dejavnosti je vrnitev ljudi v domačo državo, kjer se lahko ponovno odločijo za odhod, celo za istega organizatorja trgovine z ljudmi. Trgovina z ljudmi zna biti izjemno povezana s korupcijo, saj zahteva tako izdelavo dokumentov, kot različnih dovoljenj. Pomembni zapleti so vezani tudi na posvojitve in ugrabitve otrok iz drugih držav. Tako obstajajo argumenti za prostovoljno ali odplačno prodajo organov, otrok, uslug v pogodbi, ki zmanjša aspekt suženjstva, a vidno osiromaši človečnost vpletenih. Trenutno so takšne pogodbe nične, kar kupca označi za kriminalca, prodajalca ali preprodajalca pa kot žrtev, ki lahko terja nazaj otroka, organ ali/in odškodnino.

### Plačno suženjstvo
Trg delovne sile je prav tako štet zaradi odločitve imetnika kapitala o ceni delavca kot problematična točka razmišljanja o suženjstvu, kar pa je stališče poglavitve skupnosti socialistov in anarho-sindikalistov, ki uporabljajo v ta namen izraz plačno suženjstvo, kar bi bilo slabšalna oznaka za delavsko mezdo.  
Za marksiste je torej delo vrednota in tako tudi predmet pogajanja, ali pa celo točka, s katero se da napasti kapitalizem, če vrednota ni spoštovana.